# Дхарвад (округ)
Дхарвад (каннада ಧಾರವಾಡ ಜಿಲ್ಲೆ) — округ в індійському штаті Карнатака. Адміністративний центр — місто Дхарвад. 
1997 року з частини території округу були утворені нові округи Гадаг і Хавері.